# Liste der Nummer-eins-Hits in den Rhythmic Airplay Charts (1996)
| Singles |
| --- |
| - Mariah Carey feat. Boyz II Men – One Sweet Day - 9 Wochen (16. Dezember 1995 – 16. Februar 1996) - The Tony Rich Project – Nobody Knows - 1 Woche (17. Februar – 23. Februar) - Brandy – Sittin’ Up in My Room - 4 Wochen (24. Februar – 22. März) - Mariah Carey – Always Be My Baby - 5 Wochen (23. März – 26. April) - The Fugees – Killing Me Softly with His Song - 9 Wochen (27. April – 28. Juni) - Bone Thugs-N-Harmony – Tha Crossroads - 5 Wochen (29. Juni – 2. August) - Keith Sweat – Twisted - 14 Wochen (3. August – 8. November) - BLACKstreet feat. Dr. Dre & Queen Pen – No Diggity - 4 Wochen (9. November – 6. Dezember) - Toni Braxton – Un-Break My Heart - 1 Woche (7. Dezember – 13. Dezember, insgesamt 9 Wochen) - Keith Sweat feat. Athena Cage – Nobody - 1 Woche (14. Dezember – 20. Dezember) - Toni Braxton – Un-Break My Heart - 8 Wochen (21. Dezember 1996 – 14. Februar 1997, insgesamt 9 Wochen) |